# Kim Do-yeon (futbolista)
Kim Do-yeon (Corea del Sur; 7 de diciembre de 1988) es una futbolista coreana. Juega como defensa y su equipo actual es el Incheon Hyundai Steel Red Angels WFC  de la  WK League de Corea del Sur.

## Clubes
| Club                                 | País          | Año             |
| ------------------------------------ | ------------- | --------------- |
| Incheon Hyundai Steel Red Angels WFC | Corea del Sur | 2013 - presente |